# هان پنگ (بازیکن فوتبال، زاده ۱۹۸۹)
هان پنگ (انگلیسی: Han Peng؛ زادهٔ ۲۰ دسامبر ۱۹۸۹) بازیکن فوتبال اهل چین است.

وی همچنین در تیم ملی فوتبال زنان چین بازی کرده‌است.